# AG600
AG600 «Jiaolong» (кит. упр. 蛟龙, пиньинь jiāolóng, палл. цзяолун, буквально «водяной дракон») — перспективный китайский гидросамолёт типа амфибия разработки компании Aviation Industry Corporation of China (AVIC). Крупнейший в мире гидросамолёт современности.
AG600 предназначен для тушения пожаров (в режиме глиссирования он сможет набирать воду из водоёмов со скоростью 0,6 тонны в секунду), этот самолёт поможет более эффективно справляться с лесными пожарами и проводить спасательные операции. Кроме этого, он может оснащаться дополнительным оборудованием для мониторинга морской среды, пассажирских и грузовых перевозок, а также разведки месторождений полезных ископаемых.
Но использоваться он будет не только в гражданской авиации — Народно-освободительная армия Китая намерена задействовать его в целях морского патрулирования и как транспортный.

## История разработки
Программа создания самолёта-амфибии AG600 была начата официально в 2009 году.
Всего в разработке и производстве AG600 было задействовано 150 институтов и научных центров и 70 предприятий промышленности КНР. Инвестиции в программу AG600 с 2009 года составили около 3 млрд юаней.
Сборка AG600 была завершена в июле 2016 года. Самолёт сошёл со стапелей компании в городе Чжухай.
29 апреля 2017 года в Чжухай прошли наземные испытания самолёта, в ходе которого прошли проверку тормозная система, способность держать прямую на ВПП, корректировка траектории движения. Самолёт совершил разворот на 180 градусов на взлётной полосе. Китайские специалисты сообщили СМИ, что системы функционируют должным образом. В середине мая планировалось провести первый тестовый полёт AG600, а полёт с водной поверхности — во второй половине 2017 года.
AG600 прошёл также испытания по автономной подаче электроэнергии за счёт двигателей, тесты основных систем самолёта, проверку на земле одновременной работы всех четырёх двигателей.
24 декабря 2017 года AG600 совершил свой первый полёт. Самолёт взлетел из аэропорта Чжухай, расположенный на берегу Южно-Китайского моря. Полёт продлился около часа, самолёт приземлился в аэропорту вылета. Буксировка самолёта в ангар проводилась под аккомпанемент оркестра, за посадкой самолёта наблюдали собравшиеся у аэродрома зрители..
20 октября 2018 года самолёт успешно прошёл испытания по взлёту и посадке с поверхности воды. Испытания состоялись в водохранилище на реке Чжанхэ в Цзинмэне провинции Хубэй. После взлёта самолёт выполнил несколько кругов над гидроаэродромом, после чего успешно сел на воду..
26 июля 2020 года самолёт-амфибия совершил первый взлёт с поверхности моря и посадку на наземном аэродроме; испытания проводились в Желтом море у берега города Циндао в провинции Шаньдун. Самолёт-амфибия взлетел с морской поверхности, провёл ряд тестовых манёвров в небе и успешно приземлился на аэродроме Жичжао. 4 марта 2021 года корпорация AVIC провела, в провинции Хубэй, лётные испытания AG600 со сбросом воды, которые были признаны полностью успешными.
Завершить разработку AG600 и начать поставки первых серийных самолётов планируется в 2022 году. Компания-производитель China Aviation Industry General Aircraft (CAIGA) получила заказы на 17 самолётов; цена не сообщается.

## Технические характеристики

### Общие характеристики
- Экипаж: 3 пилота
- Вместимость: 50 пассажиров.
- Длина: 36,9 м.
- Размах: 38,8 м.
- Высота: 12,1 м.
- Максимальный взлётный вес: 53,500 кг.
- Двигатель: 4 × WJ-6 турбовинтовых, 3805 кВт (5103 л. с.).
- Винты: 6-лопастные винты изменяемого шага
- Способен набирать на борт 12 тонн воды за 20 секунд.

### Лётные характеристики
- Максимальная скорость: 570 км/ч.
- Максимальная дальность: 5500 км.
- Максимальная высота: 10 500 м.

## Интересные факты
В ряде мировых СМИ, в том числе китайских и российских, появилась информация о том, что построенный в КНР AG600 является «крупнейшим в мире» самолётом-амфибией. На самом деле, ещё в 1986 году в СССР для нужд ВМФ построен был в двух испытательных экземплярах противолодочный гидросамолёт А-40, на базе которого позже разработан был гражданский самолёт Бе-200. По длине фюзеляжа (45,7 м), размаху крыльев (42,5 м) и взлётному весу (86 000 кг) А-40, так и не принятый в 1990-е годы на вооружение, заметно превосходит китайский AG600. Но крупнейшим в истории авиации гидропланом является Hughes H-4 Hercules.